# 宿县专区
宿县专区，中华人民共和国安徽省已撤销的专区，在今安徽省东北部之宿州市。
1949年置，属皖北行署区，专员公署驻宿县（今宿州市埇桥区）。辖宿县、灵璧、泗县、泗洪、五河、怀远、砀山、萧县（萧砀兩县於1953年3月6日，复属江苏省徐州专区；1955年2月17日改属安徽省宿县专署）、永城9县。
1950年，由宿县析置宿西县，同年改名濉溪县；由宿县析设宿城市。1952年，宿县专区改属安徽省。同年，永城县划归河南省商丘专区；砀山、萧县2县划归江苏省徐州专区。1953年，撤销宿城市，并入宿县。专区辖7县。
1955年，原属江苏省徐州专区的砀山、萧县2县县划入；泗洪县划归江苏省淮阴专区。1956年，撤销宿县专区，宿县、滁县专区合并设立蚌埠专区。宿县专区所辖8县划归蚌埠专区。
1961年，复设宿县专区，专署驻宿县，辖原蚌埠专区所属宿县、灵璧、泗县、五河、怀远、濉溪、萧县、砀山8县。1964年，析宿县、灵璧、五河、怀远4县设固镇县。宿县专区辖9县。
1971年，撤销宿县专区，改置宿县地区。 
1977年2月，原属宿县地区的濉溪县划归淮北市。1981年，由萧县龙城镇，析出段园镇划入淮北煤矿（今淮北市杜集区的飞地）。
2000年，改為地級宿州市。